# Jair Bolsonaro

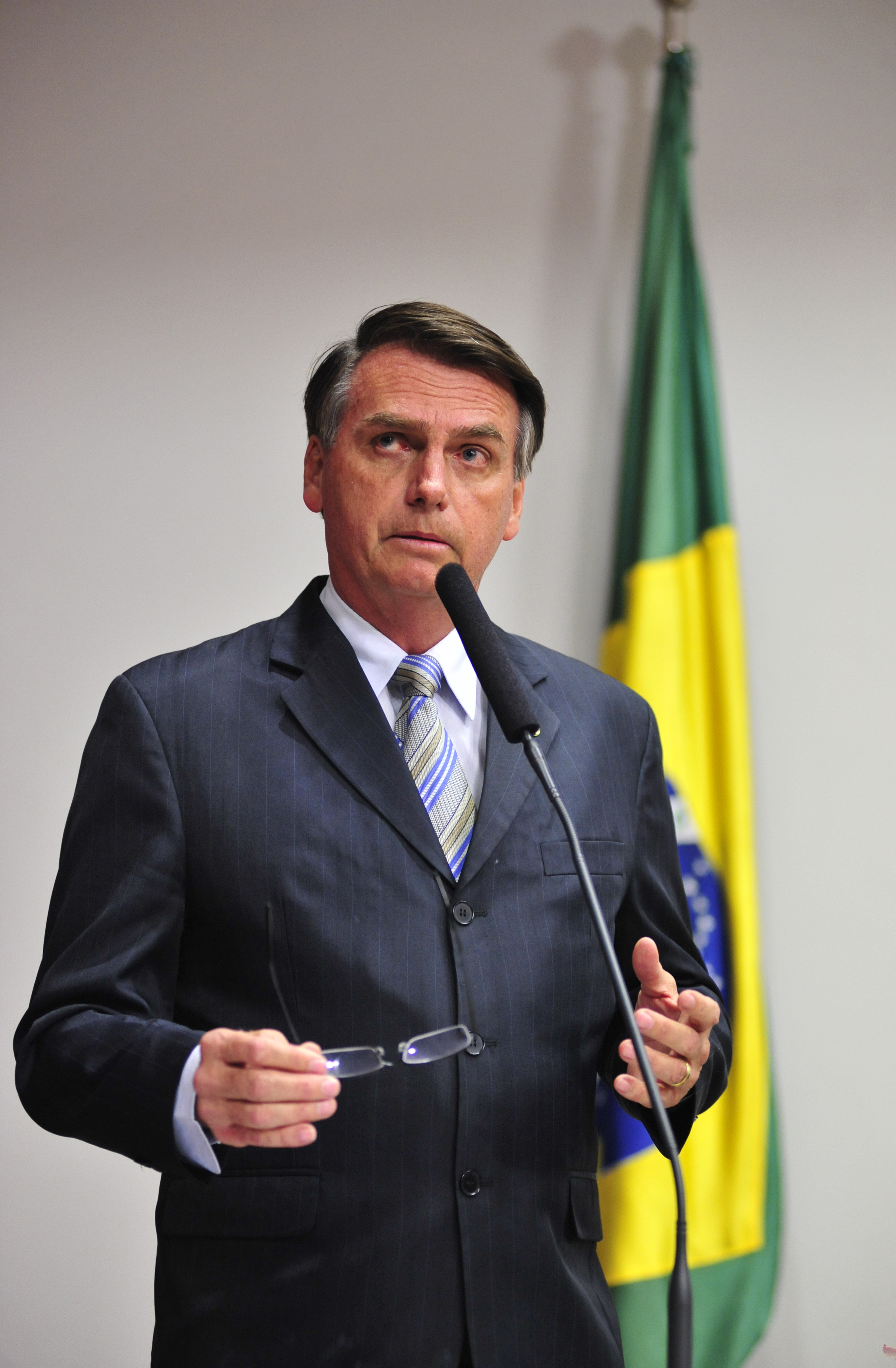
Jair Bolsonaro

Jair Messias Bolsonaro (phát âm tiếng Bồ Đào Nha: [ʒaˈiʁ meˈsiɐs bowsoˈnaɾu]; sinh ngày 21 tháng 3 năm 1955) là một chính trị gia người Brasil và cựu sĩ quan quân đội, Tổng thống thứ 38 của Brasil từ năm 2019 đến năm 2023. Ông là thành viên của Hạ viện từ năm 1991 và hiện là thành viên của Đảng Tự do Xã hội (PSL). Một nhân vật gây tranh cãi ở Brasil, ông được biết đến với quan điểm chính trị cực hữu và chủ nghĩa dân tuý, bao gồm những nhận xét thông cảm về chế độ độc tài quân sự 1964–1985 của Brasil.
Ông là ứng cử viên tổng thống của đảng mình trong cuộc bầu cử tổng thống Brasil năm 2018 và đắc cử với 55% số phiếu, nhậm chức vào ngày 1 tháng 1 năm 2019.

## Tiểu sử
Jair Bolsonaro sinh ngày 21 tháng 3 năm 1955 tại thành phố Glicério, bang São Paulo, ở vùng đông nam Brazil, cha mẹ là Perci Geraldo Bolsonaro và Olinda Bonturi, cả hai đều là người gốc Ý.
Bolsonaro đã kết hôn ba lần và có năm người con. Người vợ đầu tiên của ông là Rogéria Bolsonaro (người mà ông có ba con trai: Flávio, Carlos và Eduardo). Cuộc hôn nhân thứ hai của ông là với Ana Cristina (người mà ông có một người con, Renan). Người vợ thứ ba và hiện tại của ông là Michelle de Paula Firmo Reinaldo Bolsonaro, người mà ông có con gái duy nhất của mình, Laura.

## Quan điểm chính trị

### Nhà nước thế tục
Trong một bài diễn văn năm 2017, Bolsonaro bày tỏ:
"Thượng đế là trên mọi thứ. Không có cái gọi là nhà nước thế tục. Nhà nước là Ki-tô giáo và thiểu số sẽ phải thay đổi, nếu họ có thể."

### Quan điểm về phụ nữ
Trong một cuộc phỏng vấn với "Zero Hora" vào năm 2015, Bolsonaro lập luận rằng đàn ông và phụ nữ không nên nhận mức lương tương tự, bởi vì phụ nữ có thai; nói thêm là ông tin rằng luật liên bang bắt buộc trả tiền cho thời gian nghỉ thai sản làm tổn hại đến năng suất làm việc. Khi bào chữa cho mình, Bolsonaro phủ nhận, đã nói phụ nữ nên nhận được ít lương hơn đàn ông, ông tuyên bố đó là dữ liệu thống kê của IBGE.
Trong một bài phát biểu trước công chúng vào tháng 4 năm 2017, Bolsonaro nói rằng ông có năm người con, bốn người đầu tiên là nam giới và người thứ năm là một đứa con gái ông sản xuất trong "một khoảnh khắc yếu đuối".

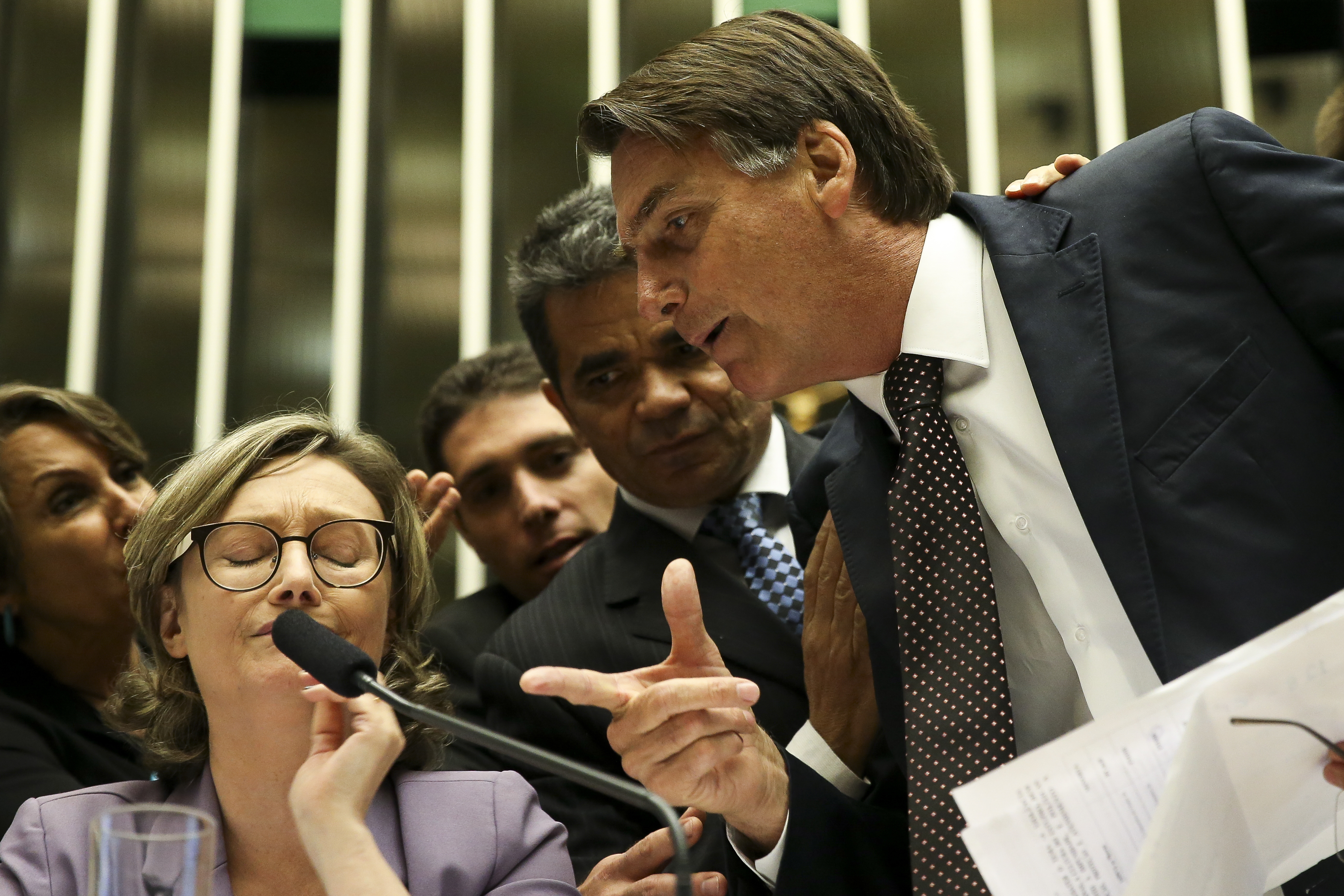
Bolsonaro tranh luận với Thứ trưởng Liên bang và cựu bộ trưởng Nhân quyền Maria do Rosário tại Hạ viện, ngày 14 tháng 9 năm 2016

Bolsonaro đã gây nhiều tranh cãi do một loạt các nhận xét về Thứ trưởng Liên bang và cựu Bộ trưởng Nhân quyền Maria do Rosário. Trong một cuộc tranh luận ở Quốc hội, Bolsonaro nói rằng trẻ vị thành niên nên được đối xử như người lớn nếu họ phạm tội ác như giết người hoặc hiếp dâm, mà Maria ldo Rosário trả lời bằng cách gọi ông ta là "kẻ hiếp dâm". Bolsonaro sau đó tuyên bố rằng Nữ Dân biểu do Rosário "không đáng để cưỡng hiếp; bà ấy rất xấu xí". Nhận xét này bị lên án đáng kể trên khắp Brazil. Vì nhận xét này, Bolsonaro đã bị xét xử và bị kết án tại tòa án Liên bang vào tháng 9 năm 2015 về tội làm thương tổn tinh thần đối với Rosário. Vào tháng 6 năm 2016, Tòa án Tối cao Liên bang đã trả lời một đơn khiếu nại do Tổng chưởng lý đệ trình và quyết định mở hai vụ kiện hình sự chống lại Bolsonaro. Tòa án tối cao phán quyết rằng ông đã có khả năng kích động hiếp dâm và phỉ báng danh dự của bà do Rosário. Ông phải đối mặt với một hình phạt từ 3 đến 6 tháng tù và phạt tiền. Cuối cùng vào tháng 8 năm 2017, một tòa án phúc thẩm giữ phán quyết của tòa án thấp hơn cho rằng Bolsonaro phạm tội và phạt ông phải trả do Rosário US$2.500.